# Сандра Дей О'Коннор
Сандра Дей О'Коннор (англ. Sandra Day O'Connor, 26 березня 1930 — 1 грудня 2023) — американська суддя, політична діячка, адвокатка. Суддя Верховного суду США, перша жінка, призначена на даний пост.
До призначення суддею Верховного суду США працювала на виборних державних посадах, суддею. Стала першою жінкою-лідеркою республіканської більшості в сенаті штату Аризона. Як суддя Верховного суду виступала за незалежність суду, в тому числі від президентської влади: саме їй належить вислів «Конституція не дає президенту карт-бланш».
Її голос був ключовим у справі про легалізацію абортів. За весь час суддівства, у більшості ключових справ, голос Сандри О'Коннор ставав вирішальним, за що її прозвали «втіленням Феміди американського правосуддя».
За версією журналу Forbes від 2004 року була однією з найвпливовіших жінок світу. У 2006 році з Сандри О'Коннор були зняті повноваження судді Верховного Суду за її особистою заявою, причиною якої була важка хвороба чоловіка. Її місце в суді зайняв Семюел Аліто.
З 2005 по 2012 рік керувала Коледжем Вільгельма і Марії (Віргінія, США) — одним з провідних державних юридичних вузів Америки. Наразі входить до ради директорів Національного Конституційного Центру в Філадельфії, Пенсільванія. Нагороджена Президентською медаллю Свободи, вищою цивільною нагородою в США.
Разом з Девідом Саутером, Ентоні Кеннеді та Стівеном Бреєром є однією з чотирьох живих членів Верховного суду у відставці. Входить до складу Дослідницької групи по Іраку.
У 1995 році внесена до Національної зали слави жінок.

## Ранні роки і освіта
Сандра Дей О'Коннор народилася 26 березня 1930 року в місті Ель-Пасо, штат Техас, в сім'ї консервативного ранчера Гаррі Альфреда Дея і Ади Мей Уїлки. Про дитинство Сандри і її брата Г. Алана вони спільно написали книгу «Лінивий Бі: Дитинство, проведене на ранчо американського Заходу» (Lazy B: Growing up on a Cattle Ranch in the American West). Роки молодшої школи Сандра провела в Ель-Пасо у бабусі з боку матері, де навчалася в державних школах, а потім в Редфорді — приватній школі для дівчат. У 1946 році вона закінчила середню школу Остін (Austin High School) в Ель-Пасо, з шостим результатом в своєму класі.
Після закінчення школи вступила до Стенфордського університету. Здобувши ступінь бакалавра в галузі економіки в 1950 році, вона продовжила навчання в юридичній школі університету. Під час навчання працювала в студентському юридичному журналі «Stanford Law Review». Там же, в юридичній школі Стенфордського університету, познайомилася з Джоном Джеєм О'Коннором III, з яким одружилася через кілька місяців після закінчення університету 20 грудня 1952 року.

## Початок кар'єри
Попри освіту в одному з найпрестижніших університетів і успіхи в навчанні, перші спроби знайти роботу стали для О'Коннор невдалими: юридичні фірми та адвокатські бюро уникали запрошувати її на співбесіду, бо вона була жінкою, а в юриспруденції на той час домінували чоловіки. Після цього їй довелося влаштовуватися працювати на громадських засадах заступницею прокурора округу Сан-Матео, штат Каліфорнія.
Незабаром чоловіка О'Коннор призвали на військову службу і направили в ФРН. Вона вирушила до Німеччини разом з ним, де протягом трьох років працювала цивільною прокуроркою військової частини у Франкфурті. У 1957 році сім'я повернулася в США, але відновила свою діяльність у прокуратурі О'Коннор не раніше ніж через 5 років, в 1960, народивши трьох синів (Скотта, Брайна і Джея). У 1969 році вона була обрана в Сенат штату Аризона, а в 1973 році — переобрана на другий термін, вже будучи лідеркою республіканської більшості.
У 1975 році Сандра О'Коннор була обрана суддею Верховного суду округу Марікопа, а в 1979 році — суддею Апеляційного суду штату Аризона.

## Суддя Верховного суду США
Як суддя Верховного суду США і прихильниця політико-правового руху за новий федералізм (головна ідея якого полягала в поверненні штатам деяких повноважень, здійснюваних тепер центральним урядом), Сандра О'Коннор при розгляді справ приділяла увагу кожній деталі, уникаючи розширювального тлумачення норм права і узагальнень.

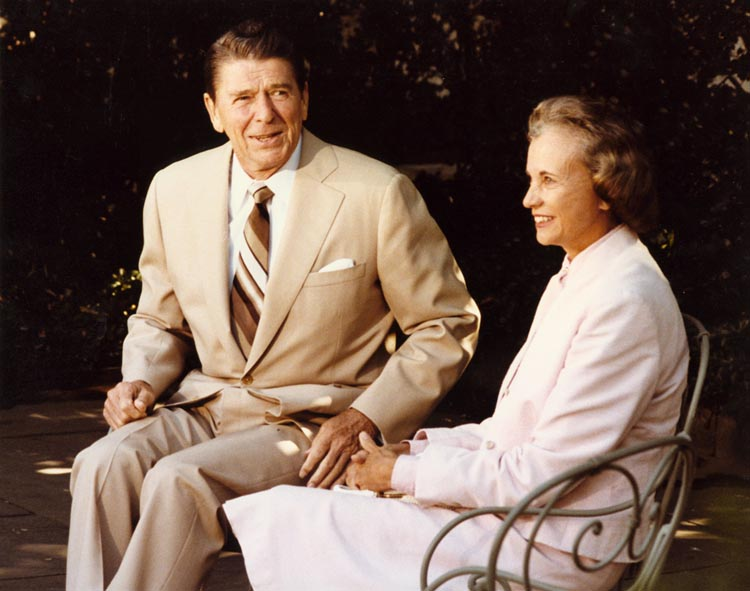
З Рональдом Рейганом після призначення на посаду судді Верховного суду США, 1981

7 липня 1981 року Рональд Рейган, який пообіцяв ще під час своєї президентської передвиборної кампанії те, що призначить жінку до Верховного суду США, оголосив про призначення Сандри Дей О'Коннор новим членом Верховного суду США після відставки відомого судді Поттера Стюарта. Я впевнена, що президент завжди намагається призначити на посаду федерального судді тих, чиї погляди збігаються з його власними. Але президент перебуває на посаді чотири роки, а суддя — все життя.
Під час вступу Сандри О'Коннор на посаду Верховний суд уже багато років був розділений на два протиборчі табори — консерваторів (на чолі з головою суду Вільямом Ренквістом) і лібералів (на чолі з суддею Джоном Стівенсоном). У перші роки своєї діяльності в ролі судді О'Коннор проявила себе як людина, яка повністю підтримує консервативний курс Рейгана і голови Верховного Суду Вільяма Ренквіста (який разом з нею закінчив Стенфорд): вона піддавала жорсткій критиці рішення Верховного суду по справі Ро проти Вейда, що закріпило конституційне право на аборт, скептично ставилася до урядових програм з підтримки неблагополучних меншин при наймі на громадські роботи. Як показує статистика, в перші три роки своєї діяльності суддею Верховного суду вона в 87 % справ при голосуванні підтримувала думку консервативного голови Ренквіста.
Однак після 1988 року, коли склад суду став більш консервативним (місця суддів зайняли такі консерватори як Ентоні Кеннеді і Кларенс Томас), О'Коннор почала голосувати незалежно від думки консерваторів і лібералів, в залежності від справи, що розглядається, підтримуючи як одну, так і іншу частину суддів. Така політика незалежності і нейтралітету раніше здійснювалася і її попередником Поттером Стюартом. О'Коннор при вирішенні справ завжди прагнула поглянути на виниклу суперечку об'єктивно і неупереджено, в багатьох справах її голос, незважаючи на помірні позиції з більшості питань, був вирішальним в ухваленні рішення Верховним судом:
- Макконелл проти Федеральної виборчої комісії (McConnell v. FEC, 540 U.S. 93 (2003)) — Верховний суд підтвердив конституційність Федерального акту про реформу двопартійної виборчої кампанії, що регулює фінансування виборчих кампаній кандидатів, в тому числі за допомогою «м'яких грошей» — тобто грошей, які надаються політичним партіям для цілей передвиборчої кампанії великими корпораціями, професійними спілками та багатими приватними особами.
- Зельман проти Сайммонс-Гарріс (McConnell v. FEC, 540 U.S. 93 (2003)) — Судом було встановлено, що використання ваучерів на знижку в проходженні навчання в релігійних школах не є порушенням Першої поправки в частині, що стосується заборони Конгресу видавати закони, які встановлюють державну релігію.
- Бойскаути Америки проти Дейла (Boy Scouts of America v. Dale, 530 U.S. 640 (2000)) — О'Коннор підтримала більшість суддів в тому, що штат Нью-Джерсі обмежив конституційне право скаутів на свободу об'єднання, заборонивши їм обирати лідера загону за критерієм сексуальної орієнтації.
- Буш проти Гора (Bush v. Gore, 531 U.S. 98 (2000)) — в цій справі голос О'Коннор став вирішальним і Верховний суд ухвалив припинити ручне перерахування голосів у штаті Флорида, визнавши результати останнього перерахунку голосів на користь Д. Буша остаточними[28][29].

У лютому 2005 з причини відсутності голови суду (Вільяма Ренквіста) і його заступника (Джона Стівенса), Сандра О'Коннор головувала в суді під час усного слухання справи Кело проти Нового Лондона. Таким чином, вона стала першою жінкою, яка головувала в Верховному суді під час розгляду у справі.

### Четверта поправка
Сандра Дей О'Коннор у своїй промові в Джорджтаунському університеті (березень 2006 року) зазначила, що «хартії і конституції не захищають незалежність суду, це роблять люди».

### Справи, пов'язані з правами меншин
У 2003 році О'Коннор написала думку більшості членів Суду, яка підтвердила програму позитивних дій, котра давала перевагу чорношкірим абітурієнтам при прийомі на один з провідних факультетів державного права в Університеті штату Мічиган (Grutter v. Bollinger).

## Відставка
1 липня 2005 року Сандра О'Коннор оголосила, що йде у відставку і виконуватиме свої обов'язки тільки до призначення наступника. На її місце президент США Джордж Буш призначив консервативно налаштованого, як спочатку вважалося, суддю апеляційного суду Джона Робертса; у вересні, однак, він був призначений головою Верховного суду (після раптової смерті Вільяма Ренквіста). 3 жовтня 2005 президент запропонував на цю посаду свою колегу Гаррієт Маєрс, але та під впливом протестів консервативного боку американської політичної сцени 27 жовтня попросила про зняття своєї кандидатури. 31 жовтня було вибрано іншого кандидата, суддю апеляційного суду Семюела Аліто; він отримав схвалення Сенату 31 січня 2006 року, і в той же день Сандра О'Коннор вийшла у відставку.
Як і всі федеральні судді у відставці, одержує довічну платню, однакову з платнею діючих членів суду. Стосовно до суддів Верховного суду наразі вона складає не менше 214 000 доларів на рік.